# Ю-би-эс Арена
Ю-би-эс Арена (англ. UBS Arena) — крытая многофункциональная арена расположенная в Элмонте, штат Нью-Йорк, в непосредственной близости от ипподрома в Бельмонт Парке. Является домашней ареной клуба НХЛ «Нью-Йорк Айлендерс».
Строительство арены началось 23 сентября 2019 года и завершилось в ноябре 2021 года. Летом 2020 года финансовая корпорация UBS приобрела права на название арены сроком на 20 лет. Первый матч на новой арене «Нью-Йорк Айлендерс» провёл 20 ноября 2021 года против «Калгари Флэймз».
На хоккейных матчах арена способна вмещать более 17 000 зрителей.